# Hurco
Hurco ist ein US-amerikanischer Hersteller von Werkzeugmaschinen aus Indianapolis und eines der größten Unternehmen dieser Branche in den Vereinigten Staaten. Das Unternehmen wurde im Oktober 1968 von Gerald Roch und Edward Humston gegründet. Im Mai 1969 stellte Hurco (Humston Roch Companies) eine Abkantpresse unter dem Namen AutoBend vor. Das Unternehmen fokussierte sich schnell auf Werkzeugmaschinen mit numerischer Steuerung. Es folgten die Entwicklung einer Tafelschere und eines Bearbeitungszentrums. Hurco hat Produktionsstätten in Taiwan, Italien, den USA und China.
Das Unternehmen vertreibt heute vornehmlich Dreh- und Bearbeitungszentren.
Tochtergesellschaften in Deutschland, Italien, Frankreich, England, Polen, China, Indien, Singapur, Südafrika und den USA übernehmen Kundenservice, Vertrieb und Anwendungstechnik. 